# Казальмайокко
Казальмайокко (итал. Casalmaiocco) — коммуна в Италии, располагается в регионе Ломбардия, подчиняется административному центру Лоди.
Население составляет 2438 человек, плотность населения составляет 610 чел./км². Занимает площадь 4 км². Почтовый индекс — 26831. Телефонный код — 02.
Покровителями коммуны почитаются Пресвятая Богородица (Madonna del Rosario) и святитель Мартин Турский, празднование 11 ноября.